# AKB48 22ndシングル 選抜総選挙
『AKB48 22ndシングル 選抜総選挙』（エーケービーフォーティーエイト トゥエンティーセカンドシングルせんばつそうせんきょ、別名：第3回AKB48選抜総選挙）とは、AKB48の22枚目のCDシングルに参加する選抜メンバーを、ファンによる投票で決定する選挙である。この選挙の上位21位までのメンバーが2011年8月24日発売の「フライングゲット」選抜メンバーとなった。
『AKB48 22ndシングル 選抜総選挙「今年もガチです」』は、2011年6月9日に東京都千代田区の日本武道館で開催された開票イベント名である。

## 概要
選挙の実施は、2011年3月29日にキングレコード公式サイトおよびAKB48公式ブログで発表された。当初は2011年3月25日 - 27日に横浜アリーナで実施予定だったコンサート『たかみなについて行きます』で発表する予定だったが、東日本大震災の影響により中止となったため、このような形となった。
選挙の実施に先立ち、日刊スポーツ紙面上で、2011年4月18日から6月8日まで候補者紹介を行った。また、アピールコメントをAKB48劇場での公演終了後に上映、および「YouTube AKB48オフィシャルチャンネル」において配信した。
投票期間は2011年5月24日10時（JST）から同年6月8日15時（JST）までで、同年5月25日に速報をTOKYO DOME CITY HALLとAKB48劇場で発表、開票イベントは同年6月9日に日本武道館で実施した。従来は速報と中間発表が行われていたが「大勢が見えると面白くない」という意見を受けて、今回は中間発表は未実施となった。
開票結果は前回よりもさらに大々的にメディアなどで報じられ、テレビ番組で報道された時間は1週間で各局総計5時間以上におよんだ。開票結果発表後、東京都内の一部で号外が配布された他、翌日の一般紙の社会面にも記事が掲載された。また、開票イベントの模様は日本全国の一部の映画館で生中継され、日本国外の一部の映画館でも生中継された。

## 投票有資格者
- 21stシングル「Everyday、カチューシャ」通常盤・初回限定盤購入者
- AKB48公式ファンクラブ「柱の会」会員
- 以下の公式携帯サイト会員
  - AKB48 Mobile
  - SKE48 Mobile
  - NMB48 Mobile
- DMM.com「AKB48 LIVE!! ON DEMAND」月額見放題会員

## 候補者
所属チームは選挙開催時点
- AKB48 - 全71→68名（チームB：奥真奈美・研究生：牛窪紗良・山口菜有は辞退）
- SKE48 - 全57名
- NMB48 - 全25名

以上、研究生も含めた計153→150名。

### AKB48
- チームA
  - 岩佐美咲、多田愛佳、大家志津香、片山陽加、倉持明日香、小嶋陽菜、指原莉乃、篠田麻里子、高城亜樹、高橋みなみ、仲川遥香、中田ちさと、仲谷明香、前田敦子、前田亜美、松原夏海
- チームK
  - 秋元才加、板野友美、内田眞由美、梅田彩佳、大島優子、菊地あやか、田名部生来、中塚智実、仁藤萌乃、野中美郷、藤江れいな、松井咲子、峯岸みなみ、宮澤佐江、横山由依、米沢瑠美
- チームB
  - 石田晴香、奥真奈美（事前に辞退）、河西智美、柏木由紀、北原里英、小林香菜、小森美果、佐藤亜美菜、佐藤すみれ、佐藤夏希、鈴木まりや、近野莉菜、平嶋夏海、増田有華、宮崎美穂、渡辺麻友
- チーム研究生
  - 大場美奈、島崎遥香、島田晴香、竹内美宥、永尾まりや、中村麻里子、森杏奈、山内鈴蘭、阿部マリア、伊豆田莉奈、市川美織、入山杏奈、加藤玲奈、小林茉里奈、仲俣汐里、藤田奈那、牛窪紗良（投票前に辞退）、川栄李奈、小嶋菜月、鈴木紫帆里、名取椎菜、森川彩香、山口菜有（投票前に辞退）

### SKE48
- チームS
  - 大矢真那、小野晴香、加藤るみ、木﨑ゆりあ、木下有希子、桑原みずき、須田亜香里、高田志織、出口陽、中西優香、平田璃香子、平松可奈子、松井珠理奈、松井玲奈、松下唯、矢神久美
- チームKII
  - 赤枝里々奈、阿比留李帆、石田安奈、小木曽汐莉、加藤智子、後藤理沙子、佐藤聖羅、佐藤実絵子、高柳明音、秦佐和子、古川愛李、松本梨奈、向田茉夏、矢方美紀、山田澪花、若林倫香
- チームE
  - 磯原杏華、上野圭澄、梅本まどか、金子栞、木本花音、小林亜実、酒井萌衣、柴田阿弥、高木由麻奈、竹内舞、都築里佳、中村優花、原望奈美、間野春香、山下ゆかり、山田恵里伽
- 研究生
  - 井口栞里、犬塚あさな、今出舞、内山命、鬼頭桃菜、小林絵未梨、斉藤真木子、松村香織、水埜帆乃香

### NMB48
- チームN
  - 小笠原茉由、門脇佳奈子、岸野里香、木下春奈、小谷里歩、近藤里奈、篠原栞那、上西恵、白間美瑠、福本愛菜、松田栞、森彩華、山田菜々、山本彩、吉田朱里、渡辺美優紀
- 研究生
  - 太田里織菜、沖田彩華、川上礼奈、木下百花、小柳有沙、原みづき、肥川彩愛、山岸奈津美、山口夕輝

## 当選枠
前回同様、上位21人が選抜メンバーに選ばれ、22ndシングルのA面を歌う権利を得る。選抜メンバーのうち上位12名が特に「メディア選抜」と呼ばれ、テレビ番組など、メディアでの新曲プロモーションに優先的に参加できる。
22 - 40位に入ったメンバーは「アンダーガールズ」と呼ばれ、カップリング曲を担当する。

## 結果
| 順位                                      | 氏名       | 所属 | 得票数    | 速報     | 速報 | 第2回 順位 | 第1回 順位 |
| 順位                                      | 氏名       | 所属 | 得票数    | 得票     | 順位 | 第2回 順位 | 第1回 順位 |
| ----------------------------------------- | ---------- | ---- | --------- | -------- | ---- | ---------- | ---------- |
| 1位                                       | 前田敦子   | A    | 139,892票 | 16,452票 | 2位  | 2位        | 1位        |
| 2位                                       | 大島優子   | K    | 122,843票 | 17,156票 | 1位  | 1位        | 2位        |
| 3位                                       | 柏木由紀   | B    | 74,252票  | 12,056票 | 3位  | 8位        | 9位        |
| 4位                                       | 篠田麻里子 | A    | 60,539票  | 8,016票  | 6位  | 3位        | 3位        |
| 5位                                       | 渡辺麻友   | B    | 59,118票  | 8,582票  | 5位  | 5位        | 4位        |
| 6位                                       | 小嶋陽菜   | A    | 52,920票  | 6,534票  | 10位 | 7位        | 6位        |
| 7位                                       | 高橋みなみ | A    | 52,790票  | 8,833票  | 4位  | 6位        | 5位        |
| 8位                                       | 板野友美   | K    | 50,403票  | 6,596票  | 8位  | 4位        | 7位        |
| 9位                                       | 指原莉乃   | A    | 45,227票  | 7,357票  | 7位  | 19位       | 27位       |
| 10位                                      | 松井玲奈   | S    | 36,929票  | 6,559票  | 9位  | 11位       | 29位       |
| 11位                                      | 宮澤佐江   | K    | 33,500票  | 5,157票  | 11位 | 9位        | 14位       |
| 12位                                      | 高城亜樹   | A    | 31,009票  | 5,096票  | 12位 | 13位       | 23位       |
| 以上12名がメディア選抜                    |            |      |           |          |      |            |            |
| 13位                                      | 北原里英   | B    | 27,957票  | 3,860票  | 14位 | 16位       | 13位       |
| 14位                                      | 松井珠理奈 | S    | 27,804票  | 2,843票  | 16位 | 10位       | 19位       |
| 15位                                      | 峯岸みなみ | K    | 26,070票  | 3,931票  | 13位 | 14位       | 16位       |
| 16位                                      | 河西智美   | B    | 22,857票  | 3,102票  | 15位 | 12位       | 10位       |
| 17位                                      | 秋元才加   | K    | 17,154票  | 1,502票  | 23位 | 17位       | 12位       |
| 18位                                      | 佐藤亜美菜 | B    | 16,574票  | 2,684票  | 18位 | 18位       | 8位        |
| 19位                                      | 横山由依   | K    | 16,455票  | 2,753票  | 17位 | 圏外       | -          |
| 20位                                      | 増田有華   | B    | 14,137票  | 2,201票  | 19位 | 25位       | 25位       |
| 21位                                      | 倉持明日香 | A    | 12,387票  | 1,793票  | 20位 | 23位       | 21位       |
| 以上21名が選抜 以下19名がアンダーガールズ |            |      |           |          |      |            |            |
| 22位                                      | 梅田彩佳   | K    | 11,860票  | 1,441票  | 26位 | 32位       | 圏外       |
| 23位                                      | 高柳明音   | KII  | 11,674票  | 1,761票  | 21位 | 35位       | 圏外       |
| 24位                                      | 仲川遥香   | A    | 10,854票  | 1,571票  | 22位 | 20位       | 圏外       |
| 25位                                      | 多田愛佳   | A    | 9,910票   | 1,129票  | 29位 | 22位       | 20位       |
| 26位                                      | 平嶋夏海   | B    | 9,742票   | 1,484票  | 24位 | 26位       | 26位       |
| 27位                                      | 宮崎美穂   | B    | 9,271票   | 1,378票  | 27位 | 21位       | 18位       |
| 28位                                      | 山本彩     | N    | 8,697票   | 1,444票  | 25位 | -          | -          |
| 29位                                      | 大家志津香 | A    | 7,264票   | 904票    | 32位 | 圏外       | 圏外       |
| 30位                                      | 大矢真那   | S    | 6,660票   | 885票    | 33位 | 24位       | 圏外       |
| 31位                                      | 仁藤萌乃   | K    | 6,288票   | 圏外     | 圏外 | 29位       | 圏外       |
| 32位                                      | 小森美果   | B    | 6,120票   | 792票    | 38位 | 30位       | 圏外       |
| 33位                                      | 秦佐和子   | KII  | 6,117票   | 1,118票  | 30位 | 圏外       | -          |
| 34位                                      | 佐藤すみれ | B    | 5,438票   | 852票    | 35位 | 31位       | 圏外       |
| 35位                                      | 大場美奈   | 4    | 5,411票   | 811票    | 37位 | 圏外       | -          |
| 36位                                      | 須田亜香里 | S    | 5,343票   | 1,139票  | 28位 | 圏外       | -          |
| 37位                                      | 前田亜美   | A    | 5,220票   | 圏外     | 圏外 | 圏外       | 圏外       |
| 38位                                      | 松井咲子   | K    | 5,020票   | 814票    | 36位 | 圏外       | 圏外       |
| 39位                                      | 市川美織   | 4    | 4,928票   | 圏外     | 圏外 | -          | -          |
| 40位                                      | 藤江れいな | K    | 4,698票   | 778票    | 40位 | 33位       | 圏外       |

- 投票総数は前回の約38万票から3倍増の116万6145票で、「Everyday、カチューシャ」通常盤に封入された投票券によるものが77万9090票、公式ファンクラブおよび携帯サイト会員などによるものが38万7055票。また、1位 - 40位までの総得票数は108万1332票[8]。CD売り上げ枚数に対する投票件数の割合は約半分[9]。
- 開票イベントの司会進行は徳光和夫と木佐彩子、解説は山里亮太とテリー伊藤。
- 開票速報は『なるほど!ハイスクール』（日本テレビ）で随時放送され、後続番組『ぐるぐるナインティナイン』の番組本編終了後にも挿入された。開票結果については翌日未明（当日深夜）の『有吉AKB共和国』（TBS）で生放送され、徳光・山里・小嶋・指原・有吉弘行・土田晃之が出演した。

### 最終結果が圏外であるが、速報では40位以内に入っていたメンバー
- 木﨑ゆりあ - 31位（1053票）
- 渡辺美優紀 - 34位（854票）
- 矢神久美 - 39位（779票）

## 香港選抜総選挙 結果
上記選挙と同様に香港でも『香港AKB48總選擧2011』の投票が行われた。
- 投票資格者はAKB48オフィシャルサイト香港[10]「Everyday、カチューシャ」購入者。
- CDの選抜メンバーなどに影響はない、香港での人気ランキングイベント。

| 順位 | 氏名       | 票数  |
| ---- | ---------- | ----- |
| 1位  | 前田敦子   | 156票 |
| 2位  | 渡辺麻友   | 87票  |
| 3位  | 大島優子   | 84票  |
| 4位  | 柏木由紀   | 71票  |
| 5位  | 山本彩     | 60票  |
| 6位  | 高橋みなみ | 59票  |
| 7位  | 山内鈴蘭   | 50票  |
| 8位  | 小嶋陽菜   | 48票  |
| 9位  | 板野友美   | 47票  |
| 10位 | 峯岸みなみ | 45票  |
| 11位 | 松井玲奈   | 42票  |
| 12位 | 篠田麻里子 | 31票  |
| 12位 | 藤江れいな | 31票  |
| 14位 | 指原莉乃   | 24票  |
| 15位 | 高城亜樹   | 23票  |
| 16位 | 宮澤佐江   | 17票  |
| 17位 | 河西智美   | 16票  |
| 18位 | 北原里英   | 14票  |
| 19位 | 松井珠理奈 | 12票  |
| 20位 | 宮崎美穂   | 9票   |
| 21位 | 佐藤亜美菜 | 8票   |
| 21位 | 増田有華   | 8票   |
| 23位 | 多田愛佳   | 7票   |
| 24位 | 倉持明日香 | 6票   |
| 24位 | 小森美果   | 6票   |
| 26位 | 大家志津香 | 5票   |
| 26位 | 佐藤すみれ | 5票   |
| 28位 | 仁藤萌乃   | 4票   |
| 28位 | 近野莉菜   | 4票   |
| 28位 | 木本花音   | 4票   |
| 31位 | 岩佐美咲   | 3票   |
| 31位 | 仲谷明香   | 3票   |
| 31位 | 秋元才加   | 3票   |
| 31位 | 横山由依   | 3票   |
| 31位 | 石田晴香   | 3票   |
| 31位 | 鈴木まりや | 3票   |
| 31位 | 市川美織   | 3票   |
| 31位 | 秦佐和子   | 3票   |
| 31位 | 仲川遥香   | 3票   |
| 31位 | 梅田彩佳   | 3票   |

## 関連出版物
- 『AKB48 総選挙公式ガイドブック2011』（FRIDAY編集部、2011年5月13日、講談社）ISBN 9784063895605
- 『週刊プレイボーイ』特別編集『AKB 48総選挙!水着サプライズ発表 AKB48スペシャルムック 2011』集英社、2011年8月。 ISBN 978-4-0810-2137-6

## DVD
- AKB48 DVD MAGAZINE Vol.7『AKB48 22ndシングル選抜総選挙「今年もガチです」』（2011年9月23日、AKS AKB-D2092）